# Die stumme Herzogin
Der historische Roman Die stumme Herzogin (ital. La lunga vita di Marianna Ucrìa) der italienischen Autorin Dacia Maraini wurde 1990 veröffentlicht; auf Deutsch erschien der Roman 1991 in der Übersetzung von Sabina Kienlechner. Das Buch vereint alle bisherigen Themen aus Marainis Werken wie auch aus ihrem persönlichen Leben: die unerwiderte Liebe zum Vater, Ehe und Mutterschaft, die Bedeutsamkeit des Schreibens und der Bücher.

## Inhalt
Die Handlung des Romans spielt im Sizilien des 18. Jahrhunderts. Erzählt wird die Geschichte der taubstummen Protagonistin Marianna Ucrìa, die einer sizilianischen Adelsfamilie entstammt. Obwohl Marianna einer privilegierten Familie angehört, wird sie aufgrund ihrer Taubstummheit unterdrückt. Ihrem Vater ist es zu verdanken, dass sie Schreiben und Lesen lernt, was ihr die Kommunikation mit ihrer Umwelt ermöglicht. Das war keine Selbstverständlichkeit, anderen Mädchen wurde damals der Zugang zu Bildung verwehrt. So kommt es, dass Marianna durch ihre Behinderung Zugang zu Büchern und damit zu Bildung erhält und ihren Horizont ständig erweitert.
Als 13-jähriges Mädchen wird Marianna Ucrìa mit ihrem um mehr als 30 Jahre älteren Onkel verheiratet. Sie leidet enorm unter der herablassenden und gewalttätigen Behandlung durch ihren Ehemann. Die Unterstützung, die sich Marianna von den Frauen ihrer Familie wünscht, bleibt leider aus. Aus diesen Reaktionen lässt sich schließen, dass die Unterdrückung der Frau zu jener Zeit soziale Tatsache war, die eben auch so akzeptiert wurde.
Erst nach dem Tod ihres Mannes erfährt die Protagonistin den wahren Grund ihrer Taubstummheit. Als sechsjähriges Mädchen wurde sie von ihrem Onkel und späteren Ehemann vergewaltigt. In ihrer Ehe wird sie durch den Missbrauch ihres Mannes ständig neu traumatisiert. Dieses Verhalten zeigt, dass die Ehre der Familie stets über dem Wohlbefinden des Mädchens stand. Dennoch besitzt Marianna eine ungeheure Kraft und stellt sich stets neuen Situationen, die sowohl für sie als Frau, als auch besonders für sie als Taubstumme eine Herausforderung darstellen.

## Thematik
Die Taubstummheit und die Rolle der Frau sind die zentralen Punkte in Marainis Werk.
Da Marianna weder hören noch sprechen kann, sind kleine Briefe, die sie aufwendig mit Feder schreibt, ihre einzige Kommunikationsform. Aufgrund ihres Handicaps ist sie darauf angewiesen, sich auf ihre Sinneswahrnehmungen zu verlassen.
Marianna bekommt insgesamt fünf Kinder und erleidet drei Fehlgeburten. Sie führt ein aufopferndes Leben als Ehefrau und Mutter und vernachlässigt dabei ihre eigenen Wünsche und Bedürfnisse. Ein Bewusstsein für ihren Körper entwickelt sie erst im Alter von 45, nicht zuletzt durch eine Affäre mit einem jüngeren Bediensteten. Die Rolle der Frauen wird im Roman ebenso durch das Leben von Mariannas Töchtern thematisiert, indem Maraini deren Probleme in Ehe und Mutterschaft aufzeigt.
Der vielschichtige historische Roman weist eine starke feministische Tendenz auf. Die Autorin verknüpft die Fäden zwischen individuellem Schicksal, traditioneller Adelsfamilie und der sizilianischen Kultur.

## Erzähltechnik
Die Taubstummheit von Marianna stellt ebenso eine stilistische Herausforderung für die Autorin dar. Für die Leser gibt es keinerlei Möglichkeit, sich durch Sprache mit der Protagonistin zu identifizieren. Dies führt dazu, dass die sprachliche Komponente in den Hintergrund rückt und stattdessen die detailliert beschriebenen Wahrnehmungen von Marianna Ucrìa in den Vordergrund treten. Der Roman ist in der dritten Person geschrieben und zeichnet sich durch seinen Facettenreichtum aus. Durch Beschreibungen von Bräuchen, Traditionen und alltäglichen Handlungen erhalten die Leser einen Einblick in ein sizilianisches Adelsgeschlecht im Allgemeinen und das Leben einer taubstummen Frau im Besonderen. Durch Dialektausdrücke, die Schilderung der Eigenheiten der Menschen und die Beschreibung des Landes erhält der Leser einen Einblick in das Sizilien des 18. Jahrhunderts. Trotz des starken historischen Bezugs ist die Geschichte von Marianna Ucrìa der Sparte Unterhaltungsroman zuzuordnen.

## Auszeichnungen
La lunga vita di Marianna Ucrìa wurde 1990 mit dem Campiello-Preis ausgezeichnet und galt in Italien als Buch des Jahres.

## Verfilmung
1997 wurde das Buch unter dem Titel „Marianna Ucría“ verfilmt.

### Sekundärliteratur
- Amoia, Alba: 20th Century Italian Women Writers. The Feminine Experience. Illinois: Southern Illinois University 1996. ISBN 978-0-8093-2026-4
- Grewe, Andrea: Einführung in die italienische Literaturwissenschaft. Stuttgart: Verlag J. B. Metzler 2009. ISBN 978-3-476-02081-9
- Heinzius, Barbara: Feminismus oder Pornographie? Zur Darstellung von Erotik und Sexualität im Werk Dacia Marainis. St. Ingbert: Röhring Universitätsverlag 1995. ISBN 3-86110-056-8
- Lazzaro-Weis, Carol: From Margins to Mainstream. Feminism and Fictional Modes in Italian Women’s Writing. 1968–1990. Pennsylvania: University of Pennsylvania Press 1993. ISBN 978-0-8122-1438-3
- Marotti, Maria Ornella: La lunga vita di Marianna Ucrìa. A Feminist Revisiting of the Eighteenth Century. In: Dianescu-Blumenfeld, Rodica/Testaferri, Ada (Hg.): The Pleasure of Writing. Critical Essays on Dacia Maraini. West Lafayette: Purdue University Press, 2000, S. 165–178. ISBN 978-1-55753-197-1
- Petronio, Giuseppe: Geschichte der italienischen Literatur. Band 3. Vom Verismus bis zur Gegenwart. Tübingen, Basel: Francke Verlag 1993. ISBN 3-406-37470-0